# Beartooth Mountains
Beartooth Mountains je pohoří na jihu Montany a menší částí i na severozápadě Wyomingu, ve Spojených státech amerických. Ze západu uzavírá Bighornskou pánev. Nejvyšší horou je Granite Peak (3 901 m),
který je současně nejvyšším vrcholem státu Montana. Beartooth Mountains se rozkládá ze severozápadu na jihovýchod. Je pojmenované podle hory Beartooth Mountain, kterou tvoří bílé vápencové útesy podobné medvědím zubům.
Pohoří zaujímá plochu 4 770 km2 a podle některých zdrojů tvoří severní část pohoří Absaroka Range. Je součástí Skalnatých hor.
Jihozápadně od pohoří leží světově známý Yellowstonský národní park.